# Râul Tohăneanca
Râul Tohăneanca este un curs de apă, afluent al râului Ghighiu, care curge prin județul Prahova.

## Bazin hidrografic
Râul Tohăneanca aparține bazinului hidrografic al râului Ialomița.